# 拉蒂亚诺
拉蒂亚诺（義大利語：Latiano），是意大利布林迪西省的一个市镇。总面积54平方公里，人口15052人，人口密度278.7人/平方公里（2009年）。ISTAT代码为074009。